# John Julia Scheffler
John Julia Scheffler (* 29. November 1867 in Hamburg; † 20. März 1942 ebenda) war ein deutscher Komponist und Dirigent.

## Leben und Werk
John Julia Scheffler wirkte zunächst als Kaufmann. Ab 1889 wurde er Kapellmeister in Gent, Königsberg, Jena, Stettin und Detmold. Ab 1896 war er als Chor- und Orchesterdirigent in Hamburg tätig. Scheffler schrieb vor allem Männerchöre und Lieder. Bekannt aus seiner Literatur für Männerchöre ist unter anderem das Chorstück Der Kreislauf des Weines („Aus der Traube in die Tonne ...“).
1936 erhielt Scheffler die Johannes-Brahms-Medaille des Senats der Freien und Hansestadt Hamburg. Scheffler ist der Vater des Komponisten, Dirigenten und Musikkritiker Siegfried Scheffler.